# Anime morte (Ian Rankin)
Anime morte (Dead Souls) è un romanzo scritto da Ian Rankin e pubblicato nel 1999.
Dead Souls è stato tradotto in più di dieci lingue;  in lingua italiana è stato presentato nel 2000 dalla casa editrice Longanesi.

## Edizioni in italiano
- Ian Rankin, Anime morte: romanzo, traduzione di Donatella Cerutti Pini, Longanesi, Milano 2000
- Ian Rankin, Anime morte: romanzo, traduzione di Donatella Cerutti Pini, TEA, Milano 2002
- Ian Rankin, Anime morte, traduzione di Donatella Cerutti Pini, La biblioteca di Repubblica, Roma 2004
- Ian Rankin, Anime morte: un'indagine di John Rebus: romanzo, traduzione di Donatella Cerutti Pini, TEA, Milano 2012

## Serie televisiva
Il libro occupa, con il titolo Dead Souls, il terzo episodio della serie televisiva Rebus, andato in onda il 13 settembre 2001.